# Jack Parker
Roger « Jack » Parker (athlète)
(né le 27 septembre 1915 à Beaver et décédé en mai 1964 à 48 ans) est un athlète américain spécialiste du décathlon. Affilié au Sacramento Junior College, il mesurait 1,87 m pour 84 kg.

## Biographie

### Palmarès
| Date | Compétition           | Lieu   | Résultat | Performance |
| ---- | --------------------- | ------ | -------- | ----------- |
| 1936 | Jeux olympiques d'été | Berlin | 3e       | 7 275 pts   |

### Records
| Épreuve   | Performance | Lieu      | Date         |
| --------- | ----------- | --------- | ------------ |
| Décathlon | 7 281 pts   | Milwaukee | 27 juin 1936 |